# 苯甲硫醛
苯甲硫醛是一种有机化合物，化学式为C7H6S，它是一种硫醛。它可由苯甲醛和劳森试剂在甲苯中反应制得，或和二(三苯基锡基)硫在三氯化硼存在下反应得到。它和丙二腈反应，可以得到亚苄基丙二腈。